# Haykema

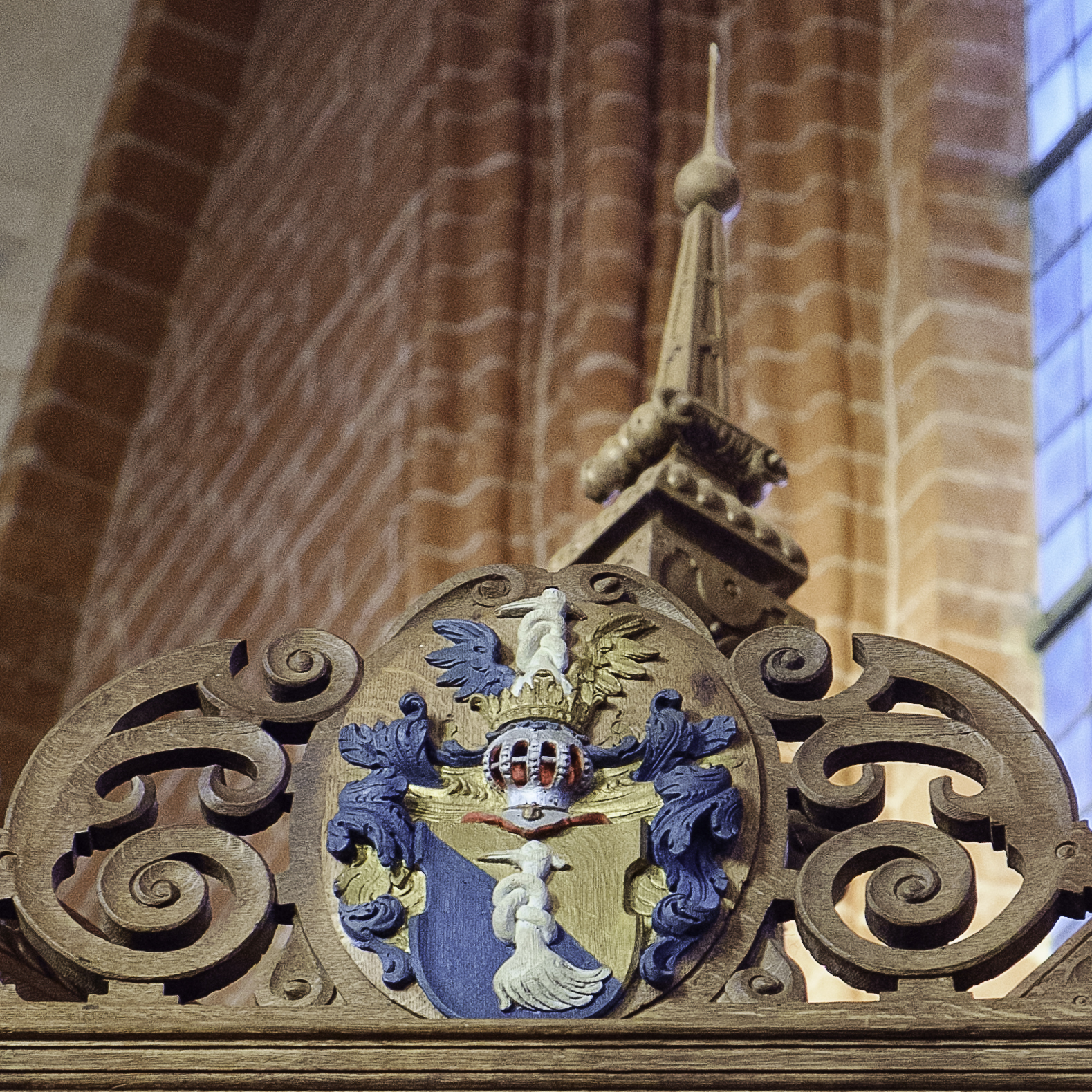
Wapen van Nicolaas van Borck op de preekstoel in de Jacobuskerk

Haykema was een borg ten westzuidwesten van het dorp Zeerijp in de Nederlandse provincie Groningen. De borg lag aan de zuidzijde van de weg, ten oosten van boerderij Van Borckshof (Lopsterweg 14).

## Geschiedenis
De eerste zekere vermelding van de borg is in de 16e eeuw toen de familie Van Ewsum woonde op de Haykemaheerd. In 1573 verkocht Herculus van Ewsum jr. de heerd wegens schulden aan rentmeester des konings Feike Fritema. Wanneer deze de heerd weer verkocht is onbekend, maar begin 17e eeuw wordt de borg bewoond door de familie Van Borck Haykema, die de heerd waarschijnlijk hebben uitgebouwd tot een borg. Vader Johan van Borck werd in 1621 begraven in de Jacobuskerk. Zijn zoon Nicolaas was verantwoordelijk voor het verfraaien van het kerkinterieur van de Jacobuskerk. Hij werd in 1672 gedeputeerde voor de provincie Groningen en ging toen in de stad Groningen wonen. 1672 was het Rampjaar en Nicolaas werd als rijke stedeling aangeslagen voor de 100e penning ter bekostiging van het herstel van het Gronings Ontzet; hij moest verplicht 500 gulden ofwel 1% van zijn vermogen als gedwongen lening aan de staat. In 1682 overleed hij. Na zijn dood werd een rouwbord van hem opgehangen in de kerk. Zijn zoon Wilhelm trouwde met Habbina Elisabeth Alberda en woonde waarschijnlijk in Groningen. Zij overleed in 1717 en ook van haar hangt een rouwbord in de kerk. Na de dood van Wilhelm in 1720 ging de borg over in handen van zijn oudere zus Allegonda Maria, die woonde in Groningen. Met haar dood in 1735 stierf het geslacht Van Borck uit. Een deel van de gronden werden door de erfgenamen verkocht, waardoor het aantal grazen onder de 30 uitkwam, waardoor het collatierecht dat op de borg rustte verviel. De borg kwam aan de beruchte erfgenaam Rudolf de Mepsche. Deze had door zijn machtsstrijd met de familie Clant van de Hanckemaborg vele schulden en deze probeerde de borg dan ook te verkopen. In 1743 en 1744 mislukte dit, maar in 1745 wist De Mepsche de borg op afbraak te verkopen. In 1747 werd de heemstede van de voormalige borg verkocht. De grachten van de borg bleven nog lang een zichtbaar teken van de borg. De borgplaats stond bekend als 'hooge klimp', het erbij behorende appelhof als 'Van Borck's Hof' en de laan ernaartoe als 'Van Borcks laan'. Op 'Van Borck's Hof' stond een grote oude taxusboom waaronder volgens een legende vroeger recht werd gesproken. In 1935 werd de boom gekapt en het terrein geëgaliseerd. Later werd het terrein opgenomen in een groter landbouwperceel. Hierdoor is er niets van de borg terug te zien in het veld afgezien van een iets hogere ligging van het westelijke deel van het voormalige borgterrein.
Twee zandstenen vazen uit de tuin van de borg bevatten de 32 kwartieren van het echtpaar Willem van Borck en Habbina Elisabeth Alberda. Een (de 'gekroonde' vaas) werd opgehaald uit de gracht van het huis te Farmsum (die hem eerder blijkbaar had gekocht), werd overgebracht naar boerderij Nieuw-Oosterbroek in het drooggelegde Meedhuizermeer en staat tegenwoordig in de Menkemaborg. Een andere (de 'ongekroonde' vaas) werd in 1880 opgehaald uit de gracht van het huis te Farmsum en werd een tijdlang gebruikt als doopvont in de kerk van Farmsum.